# Thaila cinerascens
Thaila cinerascens är en fjärilsart som beskrevs av Sergius G. Kiriakoff 1974. Thaila cinerascens ingår i släktet Thaila och familjen tandspinnare. Inga underarter finns listade i Catalogue of Life.